# دوبژنگتسه ماوه
دوبژنگتسه ماوه (به لهستانی:  Dobrzenice Małe) یک روستا در لهستان است که در گمینا موخووو واقع شده‌است.